# Internet - O Filme
Internet - O Filme é um filme de comédia brasileiro dirigido por Fillipo Capuzzi Lapietra e escrito por Rafinha Bastos, Dani Garutti e Mirna Nogueira. Estrelado por diversos youtubers brasileiros, a história é dividida em diferentes partes e, segundo Rafinha, a ideia era retratar como a Internet "mudou a vida da nova geração". A Paris Filmes anunciou o lançamento do filme em 9 de setembro de 2016, lançando também trailers e cartazes. Durante esse período, foi exibido na Comic Con Experience. Internet - O Filme foi lançado nos cinemas em 23 de fevereiro de 2017. Apesar de faturar mais de um milhão de dólares e ser uma das maiores bilheterias do Brasil naquele ano, o filme teve recepção negativa dos críticos, especialmente sobre o enredo e a atuação.
Foi produzida pela Paris Entretenimento, em coprodução com a Paris Filmes, Televisa, Crazy Monkey, Elo Company e Rede de Canais Snack, e sendo distribuído pela Paris Filmes.

## Enredo
Uesley (Gustavo Stockler) é um youtuber arrogante e que se importa apenas com a própria popularidade. Ele é o youtuber principal de um evento de influenciadores realizado num hotel. Depois de publicar, em seu canal na plataforma, um beijo entre Mateus (Felipe Castanhari) e Natalia (Patrícia dos Reis), Uesley acidentalmente faz a popularidade da dupla aumentar, ofuscando a sua própria popularidade. Ao mesmo tempo, três amigos fazem uma aposta para que, em troca de uma passagem para Los Angeles, Vepê (Lucas Olioti) seduza Barbarinha (Priscilla Marinho). Duas amigas, Malu (Thaynara Oliveira Gomes) e Fabi (Gabi Lopes), chegam ao hotel sem saber o local da convenção de youtubers. Além disso, há Cesinha Passos (Rafinha Bastos), que deve lidar com a má fama ao mesmo tempo em que convive com Adalgamir (Paulinho Serra), um fã que passa a trabalhar com ele, e também Paulinho (Rafael Lange), profissional de Street Fighter que se fantasia como youtuber e tenta não ser desmascarado.

## Elenco
Apresenta-se a seguir o elenco de Internet - O Filme.
| - Felipe Castanhari como Matheus - Christian Figueiredo como Tonio - Júlio Cocielo como Tito - Gustavo "Gusta" Stockler como Uesley - Thaynara OG como Malu - Lucas "T3ddy" Olioti como Vepê - Rafael "Cellbit" Lange Paulinho - Victor Meyniel como Gabriel - Murilo "Muca Muriçoca" Cervi como Cris |  | - Pathy dos Reis como Natalia - Gabriel "MrPoladoful" Dantas como Humberto - Mauro Nakada como Nicolas - Rafinha Bastos como Cesinha Passos - Cauê Moura como Robson - PC Siqueira como Joca - Maurício Meirelles como Saulo - Gabi Lopes como Fabi - Paulinho Serra como Adelgamir |  | - Jacaré Banguela como Agente Smith - Igão Underground como Rafa - Willian "gORDOx" Rodrigues como Levy - Micheli Machado como Laura - Polly Marinho como Barbarinha - Mr. Catra como Deus - Jefferson Barbosa como ele mesmo - Suellen Barbosa como ela mesma - Whindersson Nunes como ele mesmo |

## Produção

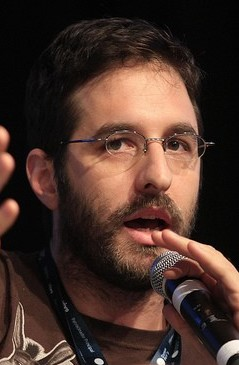
Além de participar do elenco, Rafinha Bastos também foi um dos produtores e roteiristas do filme

Internet - O Filme foi dirigido por Fillipo Capuzzi Lapietra e produzido por Sandi Adamiu, Márcio Fraccaroli e Rafinha Bastos. Foi produzido executivamente por Renata Rezende, e o roteiro foi escrito por Rafinha Bastos, Dani Garutti e Mirna Nogueira. A ideia do filme seria retratar como a Internet "mudou a vida da nova geração". De acordo com Rafinha, esse seria o primeiro filme "com gente de Internet, sobre Internet, para o público da Internet", completando que "É muito mais profundo do que parece pelo título". Similarmente, Felipe Castanhari disse: "Existe uma mensagem importante que a gente quer passar". Segundo Rafinha, para adaptar a Internet para o cinema, a equipe fez variações nos cortes, assemelhando-se às vezes a um vlog. Ele disse, no entanto, que seu foco não era a adaptação, mas sim "fazer histórias legais".
O enredo é dividido em diferentes histórias que se cruzam em algum momento. Segundo Castanhari, uma das referências de Filippo seria Scott Pilgrim contra o Mundo (2010), "um filme de ritmo frenético, com várias histórias que vão se cruzando". Rafinha disse que sua referência foi Relatos Selvagens, filme argentino indicado em 2015 ao Oscar de melhor filme internacional. "Falando assim parece muito arrogante, mas é só pelo formato da história e pelo fato de elas se cruzarem", completou.
Sobre o elenco, ele comentou que não foi possível incluir Lucas Lira, do canal "Invento na Hora" e Luba, do "LubaTV", que estavam interessados em fazer parte do elenco, mas que não se encaixavam mais na trama. Foi possível encaixar outros, como Lucas, do canal "Inutilismo", Nyvi Estephan, do canal de mesmo nome e Gordox, do canal "williangORDOx", mas Rafinha disse que as participações são mínimas. No entanto, essa foi "uma maneira que a gente teve de colocar um pouco mais da galera". Também houve pessoas que estavam confirmadas para o elenco, mas que mais tarde deixaram-o; esse foi o caso, por exemplo, de Kéfera Buchmann, que deixou o elenco alegando motivos de agenda.
Rafinha disse que, desde o começo da produção, não gostaria de amenizar o que era publicado na Internet e que, se necessário, poderia aumentar a classificação indicativa do filme. Ele completou com um exemplo: "Não dá para eu chamar o Cocielo e não deixar o cara falar palavrões." Apesar disso, ele disse também que, junto com Filippo, gostaria de fazer "ci-ne-ma", e não um vídeo longo para Internet. Assim, eles pediram para que os youtubers do elenco apresentassem "um tom mais baixo" para o filme. Rafinha disse: "Que eles não estivessem escandalosos como eles estão em seus vlogs e no seu trabalho de internet". Ele disse que o filme é todo financiado com dinheiro próprio.

## Lançamento e bilheteria
Em 9 de setembro de 2016, a Paris Filmes confirmou através de seu Twitter oficial o lançamento de Internet - O Filme. O primeiro teaser trailer, com Mr. Catra e Victor Meyniel, foi divulgado treze dias depois. No dia 1 de dezembro, foi anunciado que o filme, que tinha um lançamento programado para 19 de janeiro do ano seguinte, havia sido adiado para 23 de fevereiro. Isto ocorreu para não coincidir com o lançamento de Eu Fico Loko do youtuber Christian Figueiredo, que ocorreria em 12 de janeiro. O filme foi exibido pela primeira vez na Comic Con Experience de 2016, ocorrida entre os dias 1 e 4 de dezembro. Em 13 de dezembro, oito cartazes do filme foram divulgados. Um trailer oficial de maior duração foi divulgado em 5 de janeiro de 2017.
O filme foi lançado em 23 de fevereiro, para 411 salas de cinema. No feriado de Carnaval, foi o quarto filme mais visto nos cinemas brasileiros, com 106 mil espectadores. Até 12 de março, Internet - O Filme já havia vendido 366 230 ingressos. Segundo a Agência Nacional do Cinema (Ancine), o filme foi o 12.º de maior bilheteria do ano, faturando 4 915 838,38 reais e tendo público de 380 166 pessoas. Em junho de 2017, Internet - O Filme foi lançado na Netflix, sendo removido do catálogo no dia 1 do mesmo mês três anos depois.

## Recepção crítica
| Críticas profissionais | Críticas profissionais |
| Pontuações agregadas   | Pontuações agregadas   |
| Fonte                  | Avaliação              |
| ---------------------- | ---------------------- |
| AdoroCinema            | 1,8/5                  |
| Avaliações da crítica  |                        |
| Fonte                  | Avaliação              |
| AdoroCinema            | [ 19 ]                 |
| Almanaque Virtual      | [ 20 ]                 |
| Ccine10                | [ 21 ]                 |
| Cineweb                | [ 22 ]                 |
| Folha de S.Paulo       | [ 23 ]                 |
| Omelete                | [ 24 ]                 |
| Papo de Cinema         | [ 25 ]                 |
| Preview                | [ 18 ]                 |

Em geral, Internet - O Filme foi recebido negativamente pelos críticos. Com base em oito críticas da imprensa, o AdoroCinema deu uma nota média de 1,8/5. O enredo fragmentado não foi bem recebido. Segundo o Ccine10, algumas das histórias "nunca se cruzam como teoricamente seria o ideal num filme nesse formato. Todas essas micro histórias tem como víeis mostrar a busca pela fama a qualquer custo, mas quase todas acabam servindo apenas como autopromoção dos participantes." O Cineweb comentou que "é louvável o esforço [...] em conseguir alcançar coesão e coerência com tantos personagens e histórias que mal se cruzam." O Omelete foi levemente mais positivo, dizendo que a história era fraca, "mas esconde ali algum cuidado técnico e uma ou outra situações  [sic] que geram risos genuínos." O G1 disse que a história é "uma boa síntese do 'espírito' da Internet."
A atuação foi criticada, com diversos críticos atribuindo isso ao fato de que o elenco não é formado por atores profissionais, mas youtubers. O AdoroCinema comentou que, apesar de alguns youtubers terem boas atuações, vários "surgem de forma apática ou irritante". O G1 disse que "Os youtubers não interpretam eles mesmos — e estão longe de serem bons atores —, mas tentam conquistar o público do cinema com os mesmos artifícios que usam em seus vídeos na internet, cada um ao seu modo. E isso pode dar certo." O personagem Cesinha Passos, atuado por Rafinha Bastos, teve recepção polarizada. Enquanto o Ccine10 disse que a história do personagem é a que mais incomoda, o Cineweb disse que o personagem tem "um pouco mais a oferecer do que os outros". Sobre a atuação de Mr. Catra como Deus na cena pós-créditos, o Ccine10 disse que essa era a melhor do filme, enquanto o AdoroCinema disse que essa era uma das poucas vezes em que o filme se salvava.
Alguns críticos alegaram que Internet - O Filme conta com preconceitos, incluindo homofobia e gordofobia. Sobre isso, o Ccine10 comentou: "O filme tinha tudo para seguir para um caminho interessante e brincar com os estereótipos e fazer piadas mais inteligente  [sic], mas tudo acaba indo para o escrachado e até certo ponto ofensivo." Similarmente, a Preview disse que "[h]á piadas boas e inteligentes, mas que são ofuscadas pelo roteiro fraco e machista". Segundo o AdoroCinema, a "quase inexistência de negros no elenco" é algo que chama a atenção.
O Almanaque Virtual disse que Internet - O Filme "nada tem a acrescentar, a não ser a sensação de tempo perdido." O Metrópoles concluiu sua análise dizendo que o filme "despreza o cinema". Diversos críticos comentaram que era questionável se o público que assiste os youtubers também teria interesse em vê-los nos cinemas. A Folha de S. Paulo terminou sua análise dizendo que o filme é "esquecível". De maneira similar, o G1 disse que o filme "até faz rir (às vezes), mas a gente logo esquece o que achou engraçado." O Papo de Cinema alegou que Rafinha "não [estava] preocupado em fazer um bom filme".